# Belgien i olympiska sommarspelen 2008
Belgien i olympiska sommarspelen 2008 bestod av 96 idrottare som blivit uttagna av Belgiens olympiska kommitté.

## Bordtennis
- Huvudartikel: Bordtennis vid olympiska sommarspelen 2008
- Singel, herrar

| Idrottare         | Gren   | Grundomgång          | Omgång 1             | Omgång 2                                                    | Omgång 3             | Omgång 4             | Kvartsfinal          | Semifinal            | Final                |
| Idrottare         | Gren   | Motståndare Resultat | Motståndare Resultat | Motståndare Resultat                                        | Motståndare Resultat | Motståndare Resultat | Motståndare Resultat | Motståndare Resultat | Motståndare Resultat |
| ----------------- | ------ | -------------------- | -------------------- | ----------------------------------------------------------- | -------------------- | -------------------- | -------------------- | -------------------- | -------------------- |
| Jean-Michel Saive | Singel |                      |                      | S Toriola (NGR) L 2–4 (8–11, 7–11, 11–8, 11–9, 3–11, 10–12) | Gick inte vidare     | Gick inte vidare     | Gick inte vidare     | Gick inte vidare     | Gick inte vidare     |

## Cykling
- Huvudartikel: Cykling vid olympiska sommarspelen 2008

### Mountainbike
| Cyklist          | Gren         | Tid     | Placering |
| ---------------- | ------------ | ------- | --------- |
| Filip Meirhaeghe | Mountainbike | DNF     | 32        |
| Sven Nys         | Mountainbike | 2:01:00 | 9         |
| Roel Paulissen   | Mountainbike | 2:03:30 | 19        |

### Landsväg

#### Herrar
| Cyklist               | Gren      | Tid              | Placering |
| --------------------- | --------- | ---------------- | --------- |
| Mario Aerts           | Linjelopp | 06:24:01 (+0:12) | 8         |
| Christophe Brandt     | Linjelopp | DNF              | DNF       |
| Maxime Monfort        | Linjelopp | DNF              | DNF       |
| Maxime Monfort        | Tempolopp | 01:07:12 (+5:01) | 26        |
| Jurgen Van Den Broeck | Linjelopp | DNF              | DNF       |
| Johan Van Summeren    | Linjelopp | 06:26:27 (+2:38) | 42        |

#### Damer
| Cyklist          | Gren      | Tid              | Placering |
| ---------------- | --------- | ---------------- | --------- |
| Lieselot Decroix | Linjelopp | 03:36:35 (+4:11) | 44        |

### Bana
| Cyklist                     | Gren      | Poäng | Placering |
| --------------------------- | --------- | ----- | --------- |
| Iljo Keisse                 | Poänglopp | 8     | 12        |
| Kenny De Ketele Iljo Keisse | Madison   | 17    | 4         |

## Fotboll
- Huvudartikel: Fotboll vid olympiska sommarspelen 2008
- Herrar

| Nr          | Namn                   | Klubb                   | Födelsedag | SM        | Mål       |           | Gult kort · Gult kort · Rött kort | Rött kort |
| Målvakter   | Målvakter              | Målvakter               | Målvakter  | Målvakter | Målvakter | Målvakter | Målvakter                         | Målvakter |
| ----------- | ---------------------- | ----------------------- | ---------- | --------- | --------- | --------- | --------------------------------- | --------- |
|             | Logan Bailly           | Racing Genk             | 22         | 0         | 0         | 0         | 0                                 | 0         |
|             | Yves Makabu-Makalambay | Hibernian Football Club | 22         | 0         | 0         | 0         | 0                                 | 0         |
| Försvarare  |                        |                         |            |           |           |           |                                   |           |
|             | Laurent Ciman          | Cercle Bruges KSV       | 23         | 0         | 0         | 0         | 0                                 | 0         |
|             | Sepp De Roover*        | FC Groningen            | 23         | 0         | 0         | 0         | 0                                 | 0         |
|             | Vincent Kompany        | Hambourg SV             | 22         | 0         | 0         | 0         | 0                                 | 0         |
|             | Landry Mulemo          | Standard Liège          | 21         | 0         | 0         | 0         | 0                                 | 0         |
|             | Sébastien Pocognoli    | AZ Alkmaar              | 21         | 0         | 0         | 0         | 0                                 | 0         |
|             | Thomas Vermaelen       | Ajax Amsterdam          | 22         | 0         | 0         | 0         | 0                                 | 0         |
|             | Jan Vertonghen         | Ajax Amsterdam          | 21         | 0         | 0         | 0         | 0                                 | 0         |
| Mittfältare |                        |                         |            |           |           |           |                                   |           |
|             | Marouane Fellaini      | Standard Liège          | 19         | 0         | 0         | 0         | 0                                 | 0         |
|             | Faris Haroun           | Racing Genk             | 22         | 0         | 0         | 0         | 0                                 | 0         |
|             | Maarten Martens*       | AZ Alkmaar              | 24         | 0         | 0         | 0         | 0                                 | 0         |
|             | Jeroen Simaeys         | Cercle Bruges KSV       | 23         | 0         | 0         | 0         | 0                                 | 0         |
|             | Anthony Vanden Borre   | Genoa                   | 20         | 0         | 0         | 0         | 0                                 | 0         |
| Anfallare   |                        |                         |            |           |           |           |                                   |           |
|             | Moussa Dembélé         | AZ Alkmaar              | 21         | 0         | 0         | 0         | 0                                 | 0         |
|             | Tom De Mul             | FC Séville              | 22         | 0         | 0         | 0         | 0                                 | 0         |
|             | Stijn De Smet          | Cercle Bruges KSV       | 23         | 0         | 0         | 0         | 0                                 | 0         |
|             | Kevin Mirallas         | Lille OSC               | 20         | 0         | 0         | 0         | 0                                 | 0         |
| Coach       |                        |                         |            |           |           |           |                                   |           |
|             | Jean-François De Sart  |                         | 46         |           |           |           |                                   |           |

- Grupp C

| Lag         | S | V | O | F | GM | IM | MS | P |
| ----------- | - | - | - | - | -- | -- | -- | - |
| Brasilien   | 3 | 3 | 0 | 0 | 9  | 0  | +9 | 9 |
| Belgien     | 3 | 2 | 0 | 1 | 3  | 1  | +2 | 6 |
| Kina        | 3 | 0 | 1 | 2 | 1  | 6  | −5 | 1 |
| Nya Zeeland | 3 | 0 | 1 | 2 | 1  | 7  | −6 | 1 |

|       | 2008-08-07 | Brasilien U23 | 1 – 0     | Belgien U23 | Shenyang Olympic Stadium, Shenyang                    |                                                       |
| 17.00 | 17.00      | Hernanes 79′  | (Rapport) |             | Publik: 39 661 Domare: Khalil Al Ghamdi, Saudiarabien | Publik: 39 661 Domare: Khalil Al Ghamdi, Saudiarabien |
| 17.00 | 17.00      |               |           |             | Publik: 39 661 Domare: Khalil Al Ghamdi, Saudiarabien | Publik: 39 661 Domare: Khalil Al Ghamdi, Saudiarabien |
| 17.00 | 17.00      |               |           |             | Publik: 39 661 Domare: Khalil Al Ghamdi, Saudiarabien | Publik: 39 661 Domare: Khalil Al Ghamdi, Saudiarabien |

|       | 2008-08-10 | Belgien U23             | 2 – 0     | Kina U23 | Shenyang Olympic Stadium, Shenyang                |                                                   |
| 19.45 | 19.45      | Dembélé 8′ Mirallas 80′ | (Rapport) |          | Publik: 45 756 Domare: Héctor Baldassi, Argentina | Publik: 45 756 Domare: Héctor Baldassi, Argentina |
| 19.45 | 19.45      |                         |           |          | Publik: 45 756 Domare: Héctor Baldassi, Argentina | Publik: 45 756 Domare: Héctor Baldassi, Argentina |
| 19.45 | 19.45      |                         |           |          | Publik: 45 756 Domare: Héctor Baldassi, Argentina | Publik: 45 756 Domare: Héctor Baldassi, Argentina |

|       | 2008-08-13 | Nya Zeeland U23 | 0 – 1     | Belgien U23 | Shanghai Stadium, Shanghai               |                                          |
| 19.45 | 19.45      |                 | (Rapport) | Haroun 35′  | Publik: 45 202 Domare: Pablo Pozo, Chile | Publik: 45 202 Domare: Pablo Pozo, Chile |
| 19.45 | 19.45      |                 |           |             | Publik: 45 202 Domare: Pablo Pozo, Chile | Publik: 45 202 Domare: Pablo Pozo, Chile |
| 19.45 | 19.45      |                 |           |             | Publik: 45 202 Domare: Pablo Pozo, Chile | Publik: 45 202 Domare: Pablo Pozo, Chile |

- Slutspel

|  | Kvartsfinal | Kvartsfinal         | Kvartsfinal   |               |               | Semifinal     | Semifinal | Semifinal |             |            | Final      | Final         | Final |
|  |             |                     |               |               |               |               |           |           |             |            |            |               |       |
|  | B1          | Nigeria U23         | 2             |               |               |               |           |           |             |            |            |               |       |
|  | A2          | Elfenbenskusten U23 | 0             |               |               |               |           |           |             |            |            |               |       |
|  | A2          | Elfenbenskusten U23 | 0             |               | B1            | Nigeria U23   | 4         |           |             |            |            |               |       |
|  |             |                     |               |               | B1            | Nigeria U23   | 4         |           |             |            |            |               |       |
|  |             | C2                  | Belgien U23   | 1             |               |               |           |           |             |            |            |               |       |
|  | D1          | C2                  | Belgien U23   | 1             | Italien U23   | 2             |           |           |             |            |            |               |       |
|  | D1          |                     |               |               | Italien U23   | 2             |           |           |             |            |            |               |       |
|  | C2          | Belgien U23         | 3             |               |               |               |           |           |             |            |            |               |       |
|  |             |                     |               |               |               |               |           |           |             |            | B1         | Nigeria U23   | 0     |
|  |             |                     | A1            | Argentina U23 | 1             |               |           |           |             |            |            |               |       |
|  | A1          | Argentina U23       | 2             |               |               |               |           |           |             |            |            |               |       |
|  | B2          | Nederländerna U23   | 1             |               |               |               |           |           |             |            |            |               |       |
|  | B2          | Nederländerna U23   | 1             |               | A1            | Argentina U23 | 3         |           | Bronsmatch  | Bronsmatch | Bronsmatch | Bronsmatch    |       |
|  |             |                     |               |               | A1            | Argentina U23 | 3         |           | Bronsmatch  | Bronsmatch | Bronsmatch | Bronsmatch    |       |
|  |             | C1                  | Brasilien U23 | 0             |               |               |           |           |             |            |            |               |       |
|  | C1          | C1                  | Brasilien U23 | 0             | Brasilien U23 | 2             |           | C2        | Belgien U23 | 0          |            |               |       |
|  | C1          |                     |               |               | Brasilien U23 | 2             |           | C2        | Belgien U23 | 0          |            |               |       |
|  | D2          | Kamerun U23         | 0             |               |               |               |           |           |             |            | C1         | Brasilien U23 | 3     |

- Kvartsfinal

|       | 2008-08-16 | Italien U23                  | 2 – 3           | Belgien U23                     | Beijing Workers' Stadium, Beijing                 |                                                   |
| 18.00 | 18.00      | Rossi 18′ (str.), 74′ (str.) | (1–2) (Rapport) | Dembélé 23′, 79′ Mirallas 45+2′ | Publik: 50 802 Domare: Héctor Baldassi, Argentina | Publik: 50 802 Domare: Héctor Baldassi, Argentina |
| 18.00 | 18.00      |                              |                 |                                 | Publik: 50 802 Domare: Héctor Baldassi, Argentina | Publik: 50 802 Domare: Héctor Baldassi, Argentina |
| 18.00 | 18.00      |                              |                 |                                 | Publik: 50 802 Domare: Héctor Baldassi, Argentina | Publik: 50 802 Domare: Héctor Baldassi, Argentina |

- Semifinal

|       | 2008-08-19 | Nigeria U23                            | 4 – 1           | Belgien U23 | Shanghai Stadium, Shanghai               |                                          |
| 18.00 | 18.00      | Adefemi 17′ Obasi 59′, 72′ Okonkwo 78′ | (1–0) (Rapport) | Ciman 88′   | Publik: 56 312 Domare: Pablo Pozo, Chile | Publik: 56 312 Domare: Pablo Pozo, Chile |
| 18.00 | 18.00      |                                        |                 |             | Publik: 56 312 Domare: Pablo Pozo, Chile | Publik: 56 312 Domare: Pablo Pozo, Chile |
| 18.00 | 18.00      |                                        |                 |             | Publik: 56 312 Domare: Pablo Pozo, Chile | Publik: 56 312 Domare: Pablo Pozo, Chile |

- Bronsmatch

|       | 2008-08-22 | Belgien U23 | 0 – 3           | Brasilien U23           | Shanghai Stadium, Shanghai                         |                                                    |
| 19.00 | 19.00      |             | (0–2) (Rapport) | Diego 27′ Jô 45′, 90+2′ | Publik: 50 705 Domare: Thomas Einwaller, Österrike | Publik: 50 705 Domare: Thomas Einwaller, Österrike |
| 19.00 | 19.00      |             |                 |                         | Publik: 50 705 Domare: Thomas Einwaller, Österrike | Publik: 50 705 Domare: Thomas Einwaller, Österrike |
| 19.00 | 19.00      |             |                 |                         | Publik: 50 705 Domare: Thomas Einwaller, Österrike | Publik: 50 705 Domare: Thomas Einwaller, Österrike |

## Friidrott
- Huvudartikel: Friidrott vid olympiska sommarspelen 2008

Förkortningar
- Noteringar – Placeringarna avser endast löparens eget heat
- Q = Kvalificerad till nästa omgång
- q = Kvalificerade sig till nästa omgång som den snabbaste idrottaren eller, i fältgrenarna, via placering utan att uppnå kvalgränsen.
- NR = Nationellt rekord
- N/A = Omgången ingick inte i grenen
- Bye = Idrottaren behövde inte delta i denna omgång

Herrar
Bana och landsväg
| Idrottare                                                          | Gren           | Heat       | Heat      | Kvartsfinal | Kvartsfinal | Semifinal | Semifinal | Final            | Final            |
| Idrottare                                                          | Gren           | Resultat   | Placering | Resultat    | Placering   | Resultat  | Placering | Resultat         | Placering        |
| ------------------------------------------------------------------ | -------------- | ---------- | --------- | ----------- | ----------- | --------- | --------- | ---------------- | ---------------- |
| Kristof Beyens                                                     | 200 m          | 20,69      | 3 Q       | 20,50       | 3 Q         | 20,69     | 8         | Gick inte vidare | Gick inte vidare |
| Jonathan Borlée                                                    | 400 m          | 45,25      | 4 q       | i.u.        | i.u.        | 45,11     | 5         | Gick inte vidare | Gick inte vidare |
| Kévin Borlée                                                       | 400 m          | 45,43      | 4 q       | i.u.        | i.u.        | 44,88 NR  | 3         | Gick inte vidare | Gick inte vidare |
| Pieter Desmet                                                      | 3 000 m hinder | 8:37,99    | 11        | i.u.        | i.u.        | i.u.      | i.u.      | Gick inte vidare | Gick inte vidare |
| Monder Rizki                                                       | 5 000 m        | 13:54,41   | 8         | i.u.        | i.u.        | i.u.      | i.u.      | Gick inte vidare | Gick inte vidare |
| Cédric Van Branteghem                                              | 400 m          | 45,54      | 3 Q       | i.u.        | i.u.        | 45,81     | 8         | Gick inte vidare | Gick inte vidare |
| Jonathan Borlée Kévin Borlée Arnaud Ghislain Cédric Van Branteghem | 4 x 400 m      | 3:00,67 NR | 3 Q       | i.u.        | i.u.        | i.u.      | i.u.      | 2:59,37 NR       | 5                |

Fältgrenar
| Idrottare  | Gren     | Kval    | Kval      | Final            | Final            |
| Idrottare  | Gren     | Distans | Placering | Distans          | Placering        |
| ---------- | -------- | ------- | --------- | ---------------- | ---------------- |
| Kevin Rans | Stavhopp | 5,45    | 28        | Gick inte vidare | Gick inte vidare |

Kombinerade grenar – Tiokamp
| Idrottare         | Gren     | 100 m | LJ   | SP    | HJ   | 400 m | 110H | DT | PV | JT | 1500 m | Final | Placering |
| ----------------- | -------- | ----- | ---- | ----- | ---- | ----- | ---- | -- | -- | -- | ------ | ----- | --------- |
| Hans van Alphen   | Resultat | 11,28 | 6,55 | 14,86 | 1,84 | DNS   | —    | —  | —  | —  | —      | DNF   | DNF       |
| Hans van Alphen   | Poäng    | 799   | 709  | 781   | 661  | 0     | —    | —  | —  | —  | —      | DNF   | DNF       |
| Frédéric Xhonneux | Resultat | 11,41 | 6,94 | 13,99 | 1,90 | DNS   | DNS  | —  | —  | —  | —      | DNF   | DNF       |
| Frédéric Xhonneux | Poäng    | 776   | 799  | 728   | 714  | 0     | 0    | —  | —  | —  | —      | DNF   | DNF       |

Damer
Bana & landsväg
| Idrottare                                               | Gren           | Heat     | Heat      | Kvartsfinal | Kvartsfinal | Semifinal | Semifinal | Final            | Final            |
| Idrottare                                               | Gren           | Resultat | Placering | Resultat    | Placering   | Resultat  | Placering | Resultat         | Placering        |
| ------------------------------------------------------- | -------------- | -------- | --------- | ----------- | ----------- | --------- | --------- | ---------------- | ---------------- |
| Nathalie de Vos                                         | 10 000 m       | i.u.     | i.u.      | i.u.        | i.u.        | i.u.      | i.u.      | 32:33,45         | 24               |
| Veerle Dejaeghere                                       | 3 000 m hinder | 9:54,65  | 10        | i.u.        | i.u.        | i.u.      | i.u.      | Gick inte vidare | Gick inte vidare |
| Kim Gevaert                                             | 100 m          | 11,33    | 1 Q       | 11,10       | 3 Q         | 11,30     | 6         | Gick inte vidare | Gick inte vidare |
| Olivia Borlée Kim Gevaert Hanna Mariën Élodie Ouédraogo | 4 x 100 m      | 42,92    | 3 Q       | i.u.        | i.u.        | i.u.      | i.u.      | 42,54 NR         | 1                |

Fältgrenar
| Idrottare     | Gren     | Kval  | Kval      | Final   | Final     |
| Idrottare     | Gren     | Längd | Placering | Längd   | Placering |
| ------------- | -------- | ----- | --------- | ------- | --------- |
| Tia Hellebaut | Höjdhopp | 1,93  | 1 Q       | 2,05 NR | 1         |

## Gymnastik
- Huvudartikel: Gymnastik vid olympiska sommarspelen 2008

### Artistisk gymnastik
Herrar
| Gymnast        | Gren     | Kval    | Kval    | Kval    | Kval    | Kval    | Kval    | Kval   | Kval      | Final            | Final            | Final            | Final            | Final            | Final            | Final            | Final            |
| Gymnast        | Gren     | Redskap | Redskap | Redskap | Redskap | Redskap | Redskap | Totalt | Placering | Redskap          | Redskap          | Redskap          | Redskap          | Redskap          | Redskap          | Totalt           | Placering        |
| Gymnast        | Gren     | F       | PH      | R       | V       | PB      | HB      | Totalt | Placering | F                | PH               | R                | V                | PB               | HB               | Totalt           | Placering        |
| -------------- | -------- | ------- | ------- | ------- | ------- | ------- | ------- | ------ | --------- | ---------------- | ---------------- | ---------------- | ---------------- | ---------------- | ---------------- | ---------------- | ---------------- |
| Koen van Damme | Mångkamp | 12,575  | 14,200  | 14,325  | 14,450  | 14,600  | 14,475  | 84,625 | 43        | Gick inte vidare | Gick inte vidare | Gick inte vidare | Gick inte vidare | Gick inte vidare | Gick inte vidare | Gick inte vidare | Gick inte vidare |

Damer
| Gymnast    | Gren     | Kval    | Kval    | Kval    | Kval    | Kval   | Kval      | Final   | Final   | Final   | Final   | Final  | Final     |
| Gymnast    | Gren     | Redskap | Redskap | Redskap | Redskap | Totalt | Placering | Redskap | Redskap | Redskap | Redskap | Totalt | Placering |
| Gymnast    | Gren     | F       | V       | UB      | BB      | Totalt | Placering | F       | V       | UB      | BB      | Totalt | Placering |
| ---------- | -------- | ------- | ------- | ------- | ------- | ------ | --------- | ------- | ------- | ------- | ------- | ------ | --------- |
| Gaëlle Mys | Mångkamp | 14,125  | 14,050  | 14,175  | 14,800  | 57,150 | 31 Q      | 13,975  | 14,000  | 12,875  | 13,100  | 53,950 | 24        |

## Judo
Herrar
| Idrottare        | Gren              | Inledande omgång     | Sextondelsfinal            | Åttondelsfinal       | Kvartsfinal          | Semifinal            | Återkval 1                  | Återkval 2                | Återkval 3                 | Final / BM               | Final / BM |
| Idrottare        | Gren              | Motståndare Resultat | Motståndare Resultat       | Motståndare Resultat | Motståndare Resultat | Motståndare Resultat | Motståndare Resultat        | Motståndare Resultat      | Motståndare Resultat       | Motståndare Resultat     | Placering  |
| ---------------- | ----------------- | -------------------- | -------------------------- | -------------------- | -------------------- | -------------------- | --------------------------- | ------------------------- | -------------------------- | ------------------------ | ---------- |
| Dirk van Tichelt | Lättvikt (-73 kg) | BYE                  | Mammadli (AZE) L 0000–1000 | Gick inte vidare     | Gick inte vidare     | Gick inte vidare     | Siamionau (BLR) W 1021–0020 | Kim C-S (PRK) W 1011–0000 | Kanamaru (JPN) W 0211–0000 | Boqiev (TJK) L 0000–0011 | 5          |

Damer
| Idrottare         | Gren                   | Sextondelsfinal            | Åttondelsfinal           | Kvartsfinal                | Semifinal            | Återkval 1           | Återkval 2                 | Återkval 3                 | Final / BM           | Final / BM       |
| Idrottare         | Gren                   | Motståndare Resultat       | Motståndare Resultat     | Motståndare Resultat       | Motståndare Resultat | Motståndare Resultat | Motståndare Resultat       | Motståndare Resultat       | Motståndare Resultat | Placering        |
| ----------------- | ---------------------- | -------------------------- | ------------------------ | -------------------------- | -------------------- | -------------------- | -------------------------- | -------------------------- | -------------------- | ---------------- |
| Ilse Heylen       | Halv lättvikt (-52 kg) | La Rizza (FRA) W 0001–0000 | Ryder (AUS) W 1000–0000  | Nakamura (JPN) L 0000–0001 | Gick inte vidare     | BYE                  | Tarangul (GER) W 0002–0000 | Kaliyeva (KAZ) L 0000–1000 | Gick inte vidare     | Gick inte vidare |
| Catherine Jacques | Mellanvikt (-70 kg)    | BYE                        | Scapin (ITA) L 0000–0010 | Gick inte vidare           | Gick inte vidare     | Gick inte vidare     | Gick inte vidare           | Gick inte vidare           | Gick inte vidare     | Gick inte vidare |

## Kanotsport
Sprint
| Kanotist                 | Gren                 | Heat     | Heat      | Semifinal | Semifinal | Final            | Final            |
| Kanotist                 | Gren                 | Tid      | Placering | Tid       | Placering | Tid              | Placering        |
| ------------------------ | -------------------- | -------- | --------- | --------- | --------- | ---------------- | ---------------- |
| Kevin de Bont Bob Maesen | Herrarnas K-2 1000 m | 3:21.604 | 4 QS      | 3:24.148  | 4         | Gick inte vidare | Gick inte vidare |

## Landhockey
Herrar
Coach: Adam Commens
| 1. Cédric de Greve (GK) 2. Xavier Reckinger 3. Thierry Renaer 4. Jérôme Dekeyser 5. Loïc Vandeweghe (c) 6. John-John Dohmen 7. Thomas van den Balck 8. Maxime Luycx | 1. Cédric Charlier 2. Charles Vandeweghe 3. Philippe Goldberg 4. Gregory Gucassoff 5. Thomas Briels 6. Patrice Houssein 7. Félix Denayer 8. Jérôme Truyens |

Reserver:
1. David van Rysselberghe (GK)
2. Alexandre de Saedeleer

Gruppspel
|             | Pld | W | D | L | GF | GA | GD | Pts |
| ----------- | --- | - | - | - | -- | -- | -- | --- |
| Spanien     | 5   | 4 | 0 | 1 | 9  | 5  | +4 | 12  |
| Tyskland    | 5   | 3 | 2 | 0 | 12 | 6  | +6 | 11  |
| Sydkorea    | 5   | 2 | 1 | 2 | 13 | 11 | +2 | 7   |
| Nya Zeeland | 5   | 2 | 1 | 2 | 10 | 9  | +1 | 7   |
| Belgien     | 5   | 1 | 1 | 3 | 9  | 13 | −4 | 4   |
| Kina        | 5   | 0 | 1 | 4 | 7  | 16 | −9 | 1   |

## Ridsport

### Fälttävlan
| Ryttare            | Häst                    | Gren                   | Dressyr | Dressyr   | Terräng | Terräng | Terräng   | Hoppning | Hoppning | Hoppning  | Hoppning         | Hoppning         | Hoppning         | Totalt | Totalt    |
| Ryttare            | Häst                    | Gren                   | Dressyr | Dressyr   | Terräng | Terräng | Terräng   | Kval     | Kval     | Kval      | Final            | Final            | Final            | Totalt | Totalt    |
| Ryttare            | Häst                    | Gren                   | Straff  | Placering | Straff  | Totalt  | Placering | Straff   | Totalt   | Placering | Straff           | Totalt           | Placering        | Straff | Placering |
| ------------------ | ----------------------- | ---------------------- | ------- | --------- | ------- | ------- | --------- | -------- | -------- | --------- | ---------------- | ---------------- | ---------------- | ------ | --------- |
| Karin Donckers     | Gazelle De La Brasserie | Individuell fälttävlan | 31,70   | 2         | 25,60   | 57,30   | 9         | 4,00     | 61,30    | 12 Q      | 4,00             | 65,30            | 9                | 65,30  | 9         |
| Joris van Springel | Bold Action             | Individuell fälttävlan | 52,00   | 38        | 66,40   | 118,40  | 49        | 15,00    | 133,40   | 47        | Gick inte vidare | Gick inte vidare | Gick inte vidare | 133,40 | 46        |

### Hoppning
| Ryttare     | Häst   | Gren                 | Kval     | Kval      | Kval     | Kval     | Kval      | Kval     | Kval     | Kval      | Final    | Final     | Final    | Final    | Final     | Totalt | Totalt    |
| Ryttare     | Häst   | Gren                 | Omgång 1 | Omgång 1  | Omgång 2 | Omgång 2 | Omgång 2  | Omgång 3 | Omgång 3 | Omgång 3  | Omgång A | Omgång A  | Omgång B | Omgång B | Omgång B  | Totalt | Totalt    |
| Ryttare     | Häst   | Gren                 | Straff   | Placering | Straff   | Totalt   | Placering | Straff   | Totalt   | Placering | Straff   | Placering | Straff   | Totalt   | Placering | Straff | Placering |
| ----------- | ------ | -------------------- | -------- | --------- | -------- | -------- | --------- | -------- | -------- | --------- | -------- | --------- | -------- | -------- | --------- | ------ | --------- |
| Jos Lansink | Cumano | Individuell hoppning | 1        | =14 Q     | 1        | 2        | 4 Q       | 2        | 4        | 2 Q       | 0        | =1 Q      | 8        | 8        | =9        | 8      | =9        |

## Rodd
Herrar
| Idrottare                       | Gren          | Heat    | Heat      | Återkval | Återkval  | Kvartsfinal | Kvartsfinal | Semifinal | Semifinal | Final   | Final     | Final |
| Idrottare                       | Gren          | Tid     | Placering | Tid      | Placering | Tid         | Placering   | Tid       | Placering | Tid     | Placering |       |
| ------------------------------- | ------------- | ------- | --------- | -------- | --------- | ----------- | ----------- | --------- | --------- | ------- | --------- | ----- |
| Tim Maeyens                     | Singelsculler | 7:16,60 | 1 QF      | i.u.     | i.u.      | 6:52,70     | 2 SA/B      | 6:59,65   | 3 FA      | 7:03,40 | 4         |       |
| Bart Poelvoorde Christophe Raes | Dubbelsculler | 6:31,84 | 4 R       | 6:24,01  | 2 SA/B    | i.u.        | i.u.        | 6:29,91   | 5 FB      | 6:35,55 | 8         |       |

## Segling
Damer
| Seglare       | Gren         | Lopp | Lopp | Lopp | Lopp | Lopp | Lopp | Lopp | Lopp | Lopp | Lopp | Lopp | Summerad poäng | Finalplacering |
| Seglare       | Gren         | 1    | 2    | 3    | 4    | 5    | 6    | 7    | 8    | 9    | 10   | M*   | Summerad poäng | Finalplacering |
| ------------- | ------------ | ---- | ---- | ---- | ---- | ---- | ---- | ---- | ---- | ---- | ---- | ---- | -------------- | -------------- |
| Evi van Acker | Laser radial | 1    | 10   | 16   | 10   | 12   | 6    | 12   | 4    | 18   | CAN  | 10   | 91             | 8              |

M = Medaljlopp; EL = Eliminerad – gick inte vidare till medaljloppet;
Öppen
| Seglare                              | Gren    | Lopp | Lopp | Lopp | Lopp | Lopp | Lopp | Lopp | Lopp | Lopp | Lopp | Lopp | Summerad poäng | Finalplacering |
| Seglare                              | Gren    | 1    | 2    | 3    | 4    | 5    | 6    | 7    | 8    | 9    | 10   | M*   | Summerad poäng | Finalplacering |
| ------------------------------------ | ------- | ---- | ---- | ---- | ---- | ---- | ---- | ---- | ---- | ---- | ---- | ---- | -------------- | -------------- |
| Carolijn Brouwer Sébastien Godefroid | Tornado | 11   | 11   | 5    | 6    | 3    | 8    | 13   | 6    | 16   | 9    | EL   | 72             | 12             |

M = Medaljlopp; EL = Eliminerad – gick inte vidare till medaljloppet;

## Simning
- Huvudartikel: Simning vid olympiska sommarspelen 2008

## Tennis
| Spelare                     | Gren       | Omgång 1                    | Omgång 2                                           | Åttondelsfinaler                          | Kvartsfinaler     | Semifinaler       | Final / BM        | Final / BM       |
| Spelare                     | Gren       | Motståndare Poäng           | Motståndare Poäng                                  | Motståndare Poäng                         | Motståndare Poäng | Motståndare Poäng | Motståndare Poäng | Placering        |
| --------------------------- | ---------- | --------------------------- | -------------------------------------------------- | ----------------------------------------- | ----------------- | ----------------- | ----------------- | ---------------- |
| Steve Darcis                | Herrsingel | Massú (CHI) L 4–6, 5–7      | Gick inte vidare                                   | Gick inte vidare                          | Gick inte vidare  | Gick inte vidare  | Gick inte vidare  | Gick inte vidare |
| Olivier Rochus              | Herrsingel | Minář (CZE) W 6–3, 3–6, 6–3 | Tipsarević (SRB) W 7–6(7–5), 2–3r                  | González (CHI) L 0–6, 3–6                 | Gick inte vidare  | Gick inte vidare  | Gick inte vidare  | Gick inte vidare |
| Steve Darcis Olivier Rochus | Herrdubbel | i.u.                        | Cañas / Nalbandian (ARG) W 6–7(6–8), 7–6(7–5), 6–3 | Andreev / Davjdenko (RUS) L 6–7(6–8), 2–6 | Gick inte vidare  | Gick inte vidare  | Gick inte vidare  | Gick inte vidare |

## Triathlon
| Triathlet     | Gren                | Simning (1,5 km) | Trans 1 | Cykling (40 km) | Trans 2 | Löpning (10 km) | Total tid  | Placering |
| ------------- | ------------------- | ---------------- | ------- | --------------- | ------- | --------------- | ---------- | --------- |
| Peter Croes   | Herrarnas triathlon | 18:26            | 0:26    | 58:51           | 0:32    | 33:25           | 1:51:40,94 | 27        |
| Axel Zeebroek | Herrarnas triathlon | 18:30            | 0:27    | 57:48           | 0:30    | 33:15           | 1:50:30,90 | 13        |

## Tyngdlyftning
- Huvudartikel: Tyngdlyftning vid olympiska sommarspelen 2008

## Volleyboll
- Huvudartikel: Volleyboll vid olympiska sommarspelen 2008